# Districte de La Tour-du-Pin
El Districte de La Tour-du-Pin és un dels tres districtes del departament francès de la Isèra, a la regió d'Alvèrnia-Roine-Alps. Té 11 cantons i 137 municipis. El cap del districte és la sotsprefectura de La Tour-du-Pin.

## Cantons
- Cantó de Bourgoin-Jallieu-Nord
- Cantó de Bourgoin-Jallieu-Sud
- Cantó de Crémieu
- Cantó de Le Grand-Lemps
- Cantó de l'Isle-d'Abeau
- Cantó de Morestel
- Cantó de Pont-de-Beauvoisin
- Cantó de Saint-Geoire-en-Valdaine
- Cantó de la Tour-du-Pin
- Cantó de La Verpillière
- Cantó de Virieu

## Categoria
- Cantons de la Isèra